# Charnockita
Charnockita es el nombre que se le da al granito (sensu stricto) con ortopiroxeno, usualmente hiperstena. Se ha postulado un origen metamórfico en altas temperaturas y presiones para la charnockita en la facie de granulita, es decir sería un tipo de granulita. También se ha postulado su formación a partir de magma pobre en agua. Las charnockitas ocurren principalmente en terrenos precámbricos con grados altos de metamorfismo.
La charnockita fue descrita originalmente en Tamil Nadu en el sur de la India y lleva el nombre del fundador de Calcuta Job Charnock cuya lápida es de charnockita. Aparte de la India se ha hallado charnockita en Sri Lanka, Groenlandia, Suecia, Australia Occidental, Río de Janeiro y África Occidental.